# Chioggia
Chioggia [ˈkjɔddʒa]IPA (v benátském dialektu Cióxa, latinsky Clodia maior) je italské město v oblasti Benátsko v provincii Benátky. Mnohými je nazývána malé Benátky kvůli své historické zástavbě v centru města, která se podobá té benátské. Je to rybářské městečko s bohatou historií, propletené kanály a mosty.

Největším z kanálů je Canal Vena, přes který vede 9 mostů, z nichž největším je Ponte Vigo. Její uličky jsou všechny téměř kolmé k náměstí a připomínají tak trochu rybí kost. Ze vzduchu se pak historické centrum pro svůj tvar podobá rybí ploutvi.
Je římského původu, ve středověku to bylo druhé nejdůležitější město Benátské republiky.

## Geografie

### Poloha
Chioggia se nachází na malém poloostrově v Jaderském moři mezi Benátskou lagunou a deltou Pádu přibližně uprostřed cesty z Benátek do Ferrary a asi 50 km od Padovy a Roviga. Chioggia je spojena s letoviskem Sottomarina.

### Klima
Chioggia má středomořské klima, díky přítomnosti Jaderského moře, které zmírňuje vlhké klima Pádské nížiny. Nejnižší teploty jsou zde v lednu (průměr je +2,9 °C), nejvyšší v červenci (průměr je +23,8 °C). Dešťové srážky jsou intenzivnější na jaře a na podzim. Sníh zde není příliš v zimě často. Hlavními větry jsou v oblasti Bóra, Scirocco (chorvatsky: Jugo) a jihozápadní vítr Libeccio.

## Historie
Ve středověku byla Chioggia bohatým městem, ale roku 1379 ji vyplenili Janované, a když o dva roky později tuto janovskou flotilu zničili Benátčané, mocnějším Benátkám se Chioggia neubránila.
V 6. století se město stalo součástí Byzantské říše. Chioggia byla také několikrát poničena.
V roce 1438 zde byla založena nejstarší loděnice na světě (italsky: Cantiere navale Camuffo), která byla v roce 1840 přestěhována do italského města Portogruara. 
Chioggia byla součástí Benátské republiky až do roku 1797, kdy padla do rukou vojsk Napoleona Bonaparta. 
Po jednání o mírové smlouvě v Campo Formio přešlo v roce 1798 město pod správu Rakouska-Uherska. Za habsburské nadvlády v prosinci 1856 navštívil město rakouský císař František Josef I. v doprovodu své manželky Alžběty Bavorské. 
Město zůstalo pod habsburskou nadvládou s výjimkou krátkého období, kdy Francouzi převzali znovu vládu, až do roku 1866. V tomto roce byla Chioggia připojena v rámci třetí italské války za nezávislost, připojena k rodícímu se italskému státu.

## Památky a kultura

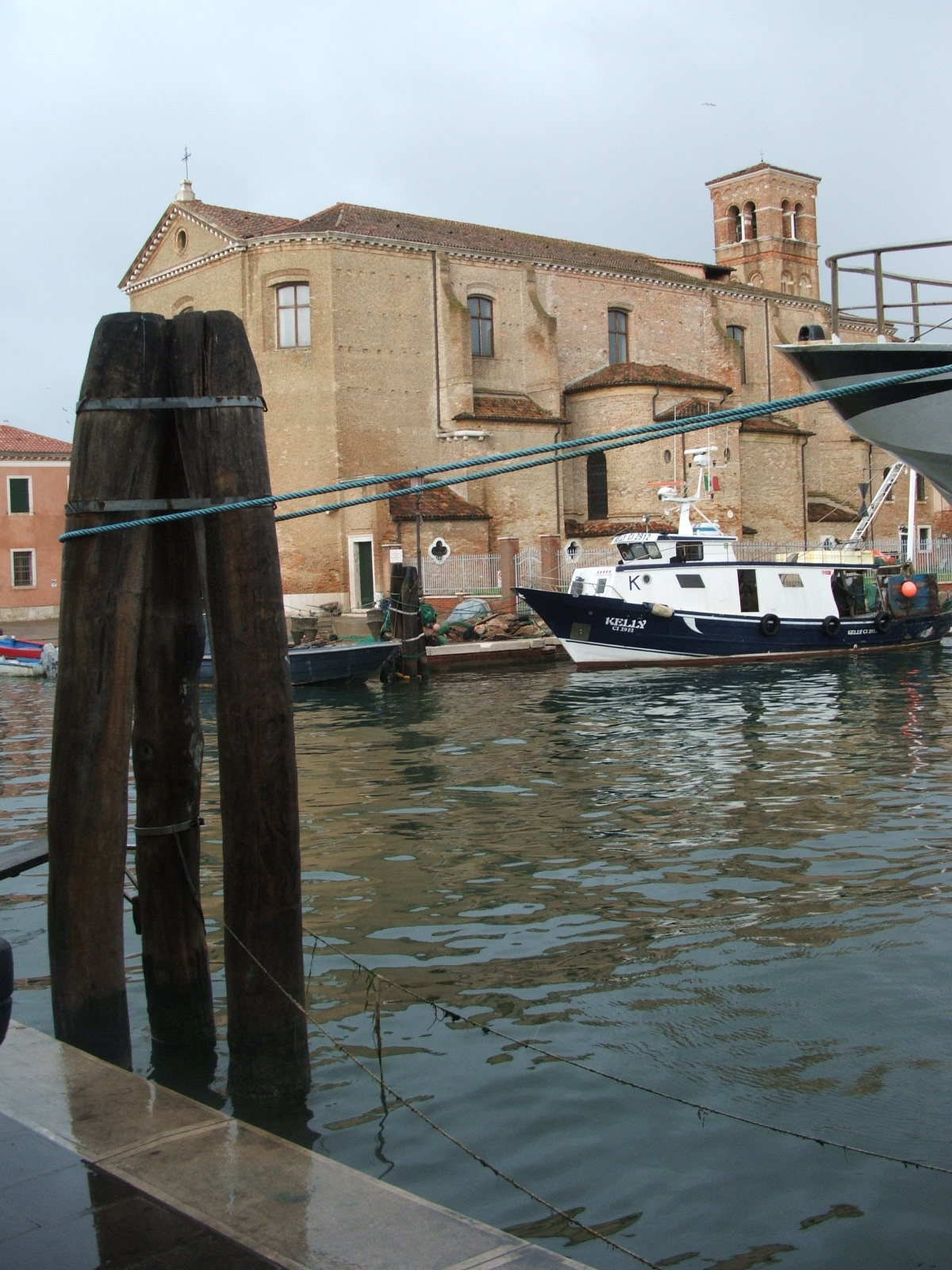
Chiesa di San Domenico

V Chioggii se odehrává slavná komedie Carla Goldoniho Poprask na laguně (Le baruffe chiozzotte, 1762), která je také psána místním nářečím.

### Kostely
Ve městě je mnoho kostelů.
- Kostel svatého Ondřeje (Chiesa di Sant'Andrea) z počátku 18. století, vedle něhož se nachází věž Torre dell’Orologio z 9. až 10. století. V minulosti věž sloužila k obraně města. Ve věži jsou potom nejstarší věžní hodiny na světě zkonstruované Giovannim Dondim dell’Orologio.
- Kostel svatého Dominika (Chiesa di San Domenico) e nachází na malém ostrůvku a lze se k němu dostat po mostě. Nejdříve byl ostrov sídlem mnichů Benediktýnů, od roku 1200 na něm sídlili řeholníci Řád bratří kazatelů, kteří zde poté v roce 1278 postavili klášter a kostel. Vybrali si toto místo, protože bylo přesně uprostřed mezi Chioggiou a Sottomarinou a obě tato místa tak byla snadno dosažitelná. Původní románský kostel však neměl dnešní rozměry – v roce 1745 byl přestavěn.

Dnes je kostel farností a poutním místem pro svůj zázračný a impozantní kříž.

### Patroni města
Patrony města jsou Felic a Fortunato, kteří zemřeli v mukách, protože bojovali za svou víru v Krista.
Byli to dva mladí bratři, kteří přišli do severoitalského města Aquileia za obchodem. Zde byli přistiženi v lese poblíž města jak se modlí, byli mučeni a nakonec jim byla sťata hlava. Jejich těla pak byla pohřbena jedno vedle druhého v Aquileia. Poté byly relikvie převezeny do Malamocca, které bylo ustanoveno jako sídlo biskupa. Nakonec v roce 1100 se sídlo
přestěhovalo do Chioggi a díky tomu také relikvie Feliceho a Fortunata, kde jsou dnes uloženy v místní katedrále.

### Univerzita
V Chioggie je jedna z poboček Padovské univerzity Università degli Studi di Padova v Paláci Grassi umístěném na břehu kanálu Vena.
Studuje se zde mořská biologie. Město je pro tento obor ideální pro svou blízkost moři. Univerzita má také hydrobiologickou výzkumnou stanici.

### Muzea
- Palio della Marciliana
- Museo Civico della Laguna Sud

## Obyvatelstvo

### Příjmení obyvatel
Chioggia představuje v Itálii zvláštní demografický případ. Vyskytují se zde totiž převážně dvě příjmení – Boscolo a Tiozzo.

### Vývoj počtu obyvatel
Počet obyvatel

## Osobnosti města
- John Cabot (před 1450 – asi 1499), italský námořník a objevitel v anglických službách

## Partnerská města
- Lamia, Řecko, 2007
- Saint Tropez, Francie, 2008

## Galerie

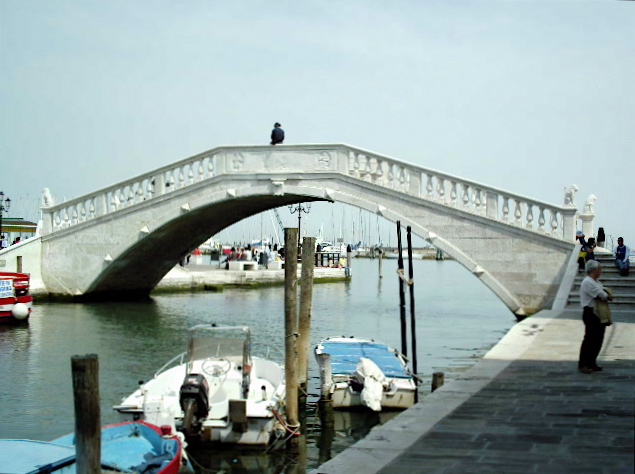
Most ponte Vena
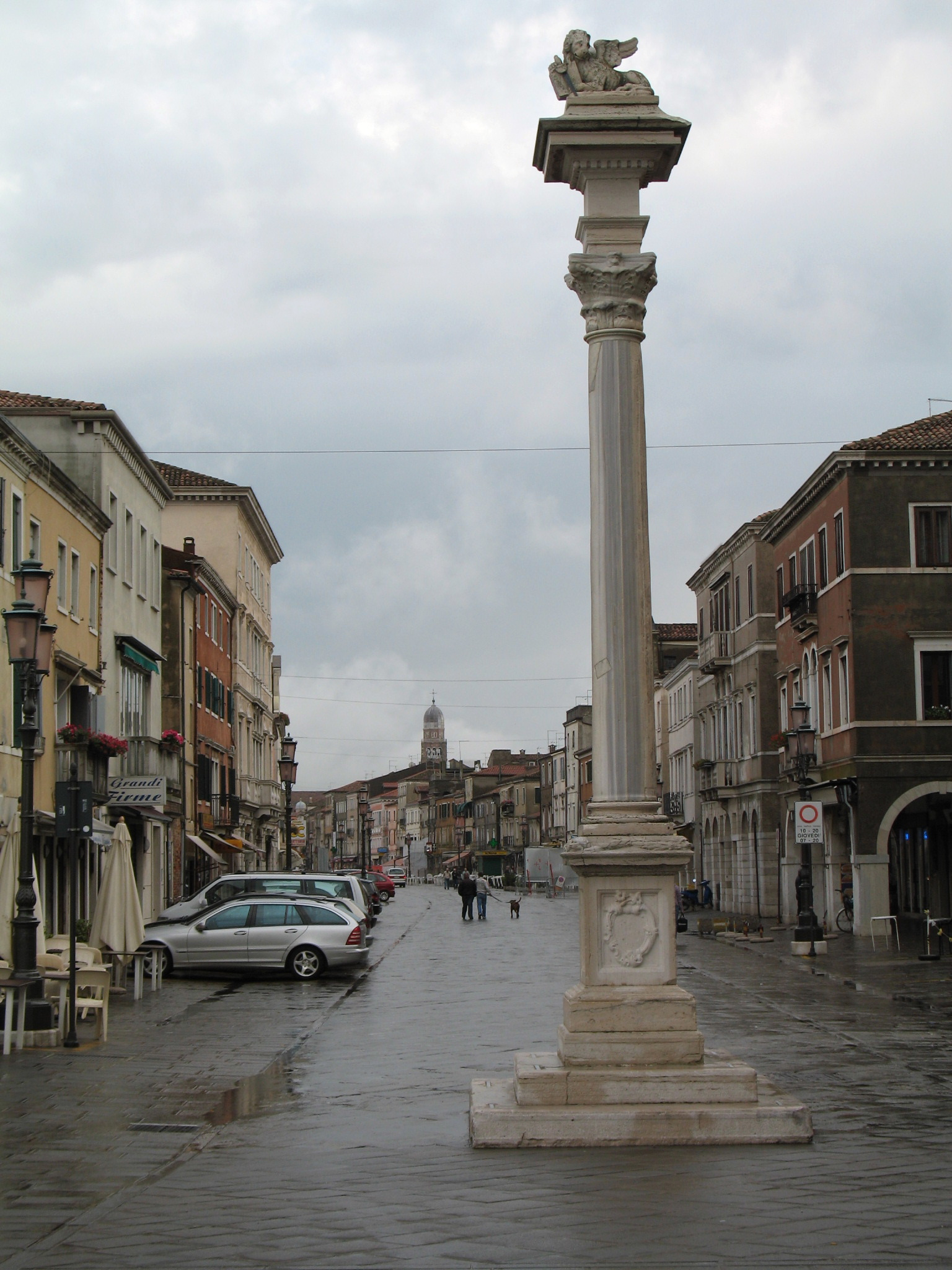
Náměstí Vigo
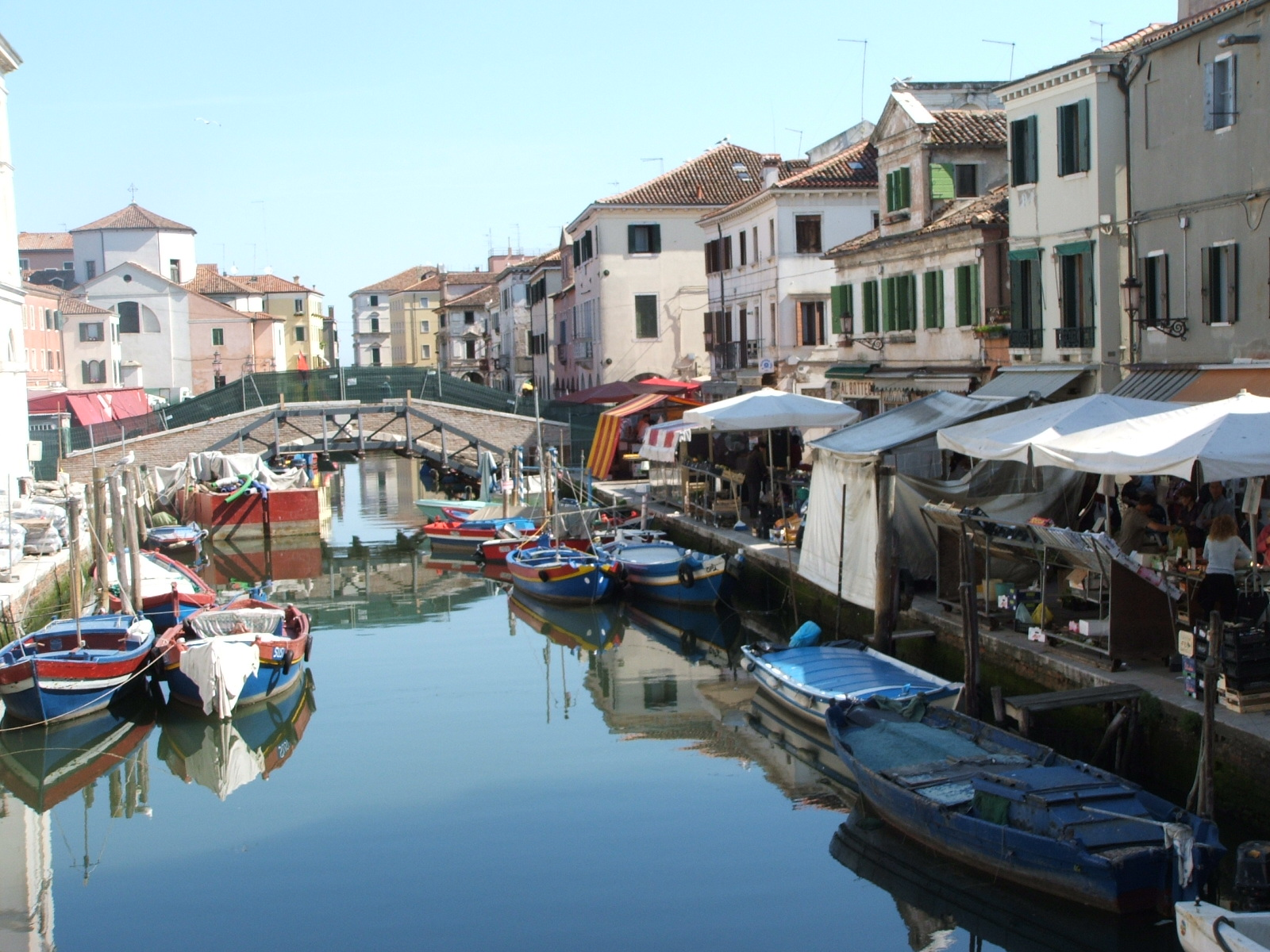
Canal Vena
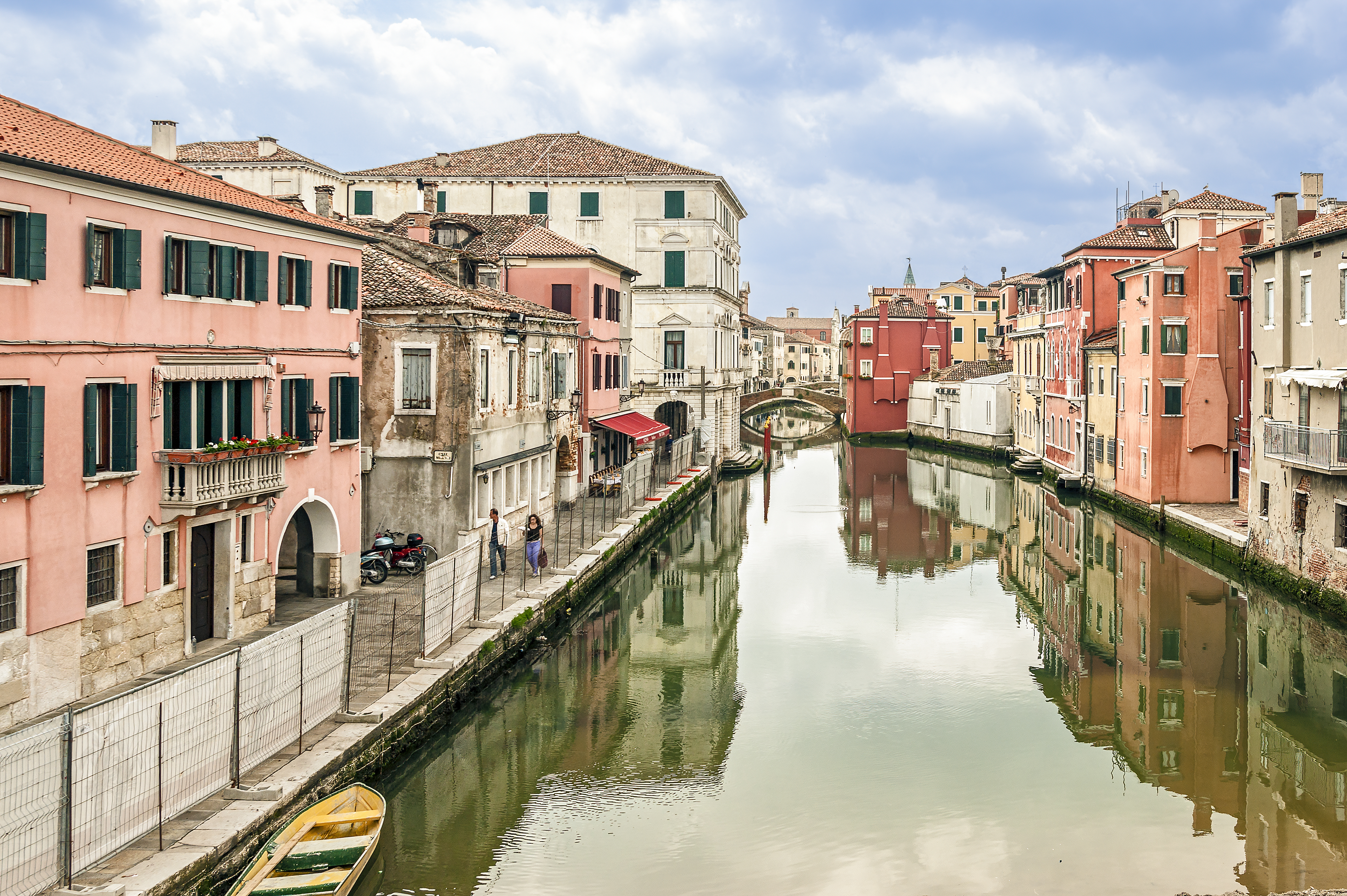
Canal Vena